# Ejima Kiseki
Ejima Kiseki, pseudonimo di Gonnojō Murase ((村瀬 権之丞); Kyoto, 1666 – Kyoto, 20 luglio 1735), è stato uno scrittore giapponese.

## Biografia
Ejima Kiseki (江島 其磧?), fu figlio di un mercante di Kyoto e rilevò l'azienda di famiglia dopo la morte del padre nel 1694.
Iniziò la sua carriera come librettista per il burattinaio Matsumoto Judayū. Fu lì che Andō Jishō lo notò e lo assunse per la sua casa editrice Hachimonjiya.
Pubblicò quindi con il popolare editore di Kyoto, a partire da Yakusha kuchijamisen (1699), una serie di ritratti di attori (yakusha hyōbanki) con illustrazioni di Nishikawa Sukenobu, che riscosse uno straordinario successo.
In seguito fondò una sua propria casa editrice denominata Ejimaya, per la quale pubblicò Akindo Gunbai Uchiwa (商人軍配団, La tattica del mercante 1712) e Yakei Tabi Tsuzura (野 傾 旅 葛 籠, Il cesto della cortigiana viaggiante, 1712), prima di ritornare a lavorare per Andō.
Con la pubblicazione di Seken Musuko Katagi (世間 子息 気 質, Immagini di giovani uomini del nostro tempo) nel 1715, Ejima creò il genere katagi-mono (libri dei tipi) che consisteva nel riunire immagini satiriche e umoristiche di personaggi contemporanei, ciascuno raggruppato intorno a un tema, ma si distinse anche come scrittore di ukiyozōshi ('racconti del mondo fluttuante' o 'racconti del mondo effimero').
Questa pubblicazione di successo fu seguita da una serie di ritratti come Seken Musume Katagi (世間 娘 気 質, Immagini di giovani donne del nostro tempo, 1717), Ukiyo Oyaji Katagi (浮世 親 仁 形 気, Tipi di nonno di ieri, 1720) e Seken Tedai Katagi (世間 手 代 気 質, Immagini di commessi del nostro tempo, 1730), una serie di opere ambientate nei quartieri di piacere delle città giapponesi.
Tra le sue opere più importanti si possono menzionare: Kesei Denjū Kamiko (Le lanterne di carta delle prostitute, 1710); Kesei Kintanki (Alle prostitute è proibita l'impazienza, 1711).
Il genere fu poi ripreso da Tada Nanrei, Ueda Akinari e Nagai Dōkiyū tra gli altri.

## Opere
- Kesei Denjū Kamiko (Le lanterne di carta delle prostitute, 1710);
- Kesei Kintanki (Alle prostitute è proibita l'impazienza, 1711);
- Akindo Gunbai Uchiwa (La tattica del mercante, 1712);
- Yakei Tabi Tsuzura (Il cesto della cortigiana viaggiante, 1712);
- Seken Musuko Katagi (Immagini di giovani uomini del nostro tempo, 1715);
- Seken Musume Katagi (Immagini di giovani donne del nostro tempo, 1717);
- Ukiyo Oyaji Katagi (Tipi di nonno di ieri, 1720);
- Seken Tedai Katagi (Immagini di commessi del nostro tempo, 1730).